# Hoplocorypha vittata
Hoplocorypha vittata är en bönsyrseart som beskrevs av Giglio-tos 1916. Hoplocorypha vittata ingår i släktet Hoplocorypha och familjen Thespidae. Inga underarter finns listade i Catalogue of Life.